# Temple de Durga (Aihole)
Le temple Durga, souvent appelé à tort « temple de Durga », est un ancien temple hindouiste situé dans la ville de Aihole dans l'État du Karnataka en Inde.
Il ne doit pas son nom à la déesse Durga, mais à une forteresse, peut-être une enceinte, qui entourait le temple,, Durga (en sanskrit : दुर्गा / Durgā) signifiant "inaccessible" ou "inatteignable". Ainsi, on privilégie l'appellation de « temple Durga », qui le nomme sans pour autant l'attribuer à un culte de la déesse.
On ne sait pas à quel dieu il était dédié. En effet, la statue de culte qui résidait originellement dans la cella n'a pas été conservée et, dans le péristyle, les représentations de Vishnu sont aussi nombreuses que celles de Shiva, ce qui rend l'identification du culte rendu dans ce temple incertaine. La caractéristique la plus originale du temple est un péristyle délimitant un déambulatoire qui fait le tour du temple proprement dit et dont les murs sont couverts de sculptures de différents dieux ou déesses.
Il a été construit entre le VIIe et le VIIIe siècle par la dynastie des Chalukyas, à proximité des deux capitales chalukyas Badami et Pattadakal.
Deux escaliers permettent d'accéder au porche qui précède l'entrée du temple proprement dit. Les piliers, sobres et carrés sont décorés de personnages autour du porche et à l'entrée du péristyle. Le parapet est sculpté de niches et de petits animaux. Le porche débouche sur des salles à piliers (mukhamantapa et sabhamantapa) donnant accès au cœur du sanctuaire (garbha griha).
Le temple est de plan oblong et absidal. C'est-à-dire que le corridor à piliers, mandapa, qui se trouve entre le porche et le cœur du sanctuaire est englobé par le rituel avec le cœur du sanctuaire, garbha griha, et permet d'en faire le tour pour le parikrama, la circumambulation rituelle. Cette abside donne sur l'extérieur par des ouvertures entre les piliers. Ce plan absidial serait inspiré par les constructions bouddhistes de type chaitya.
Le cœur du sanctuaire est surmonté d'une tour qui annonce les futures tours de plus grande hauteur shikhara-s et vimana-s.

## Architecture et sculpture

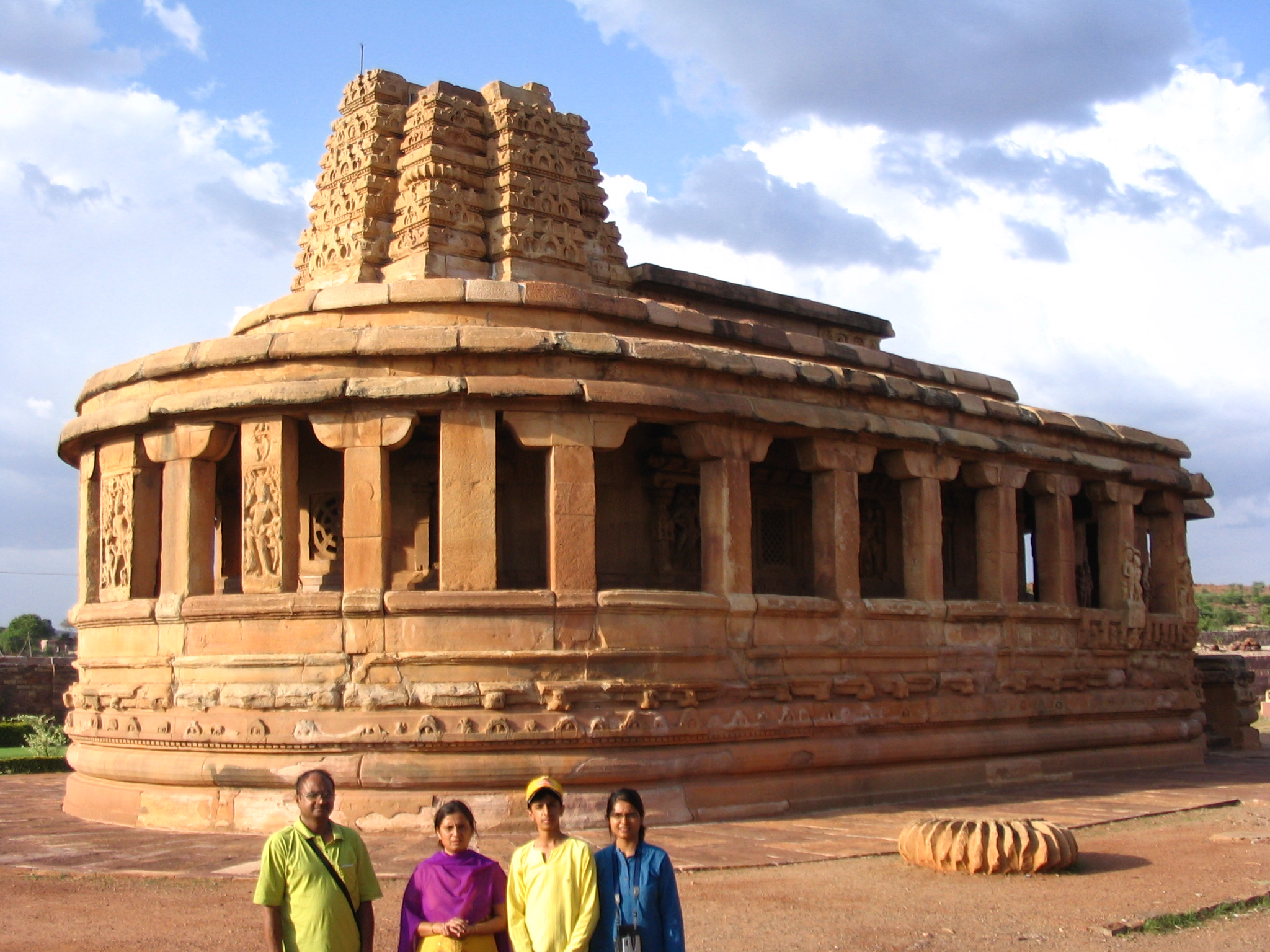
Vue sur les faces Ouest (en demi-cercle, ou en abside) et Sud. Avec un péristyle en partie sculpté. La tour surmonte le sanctuaire
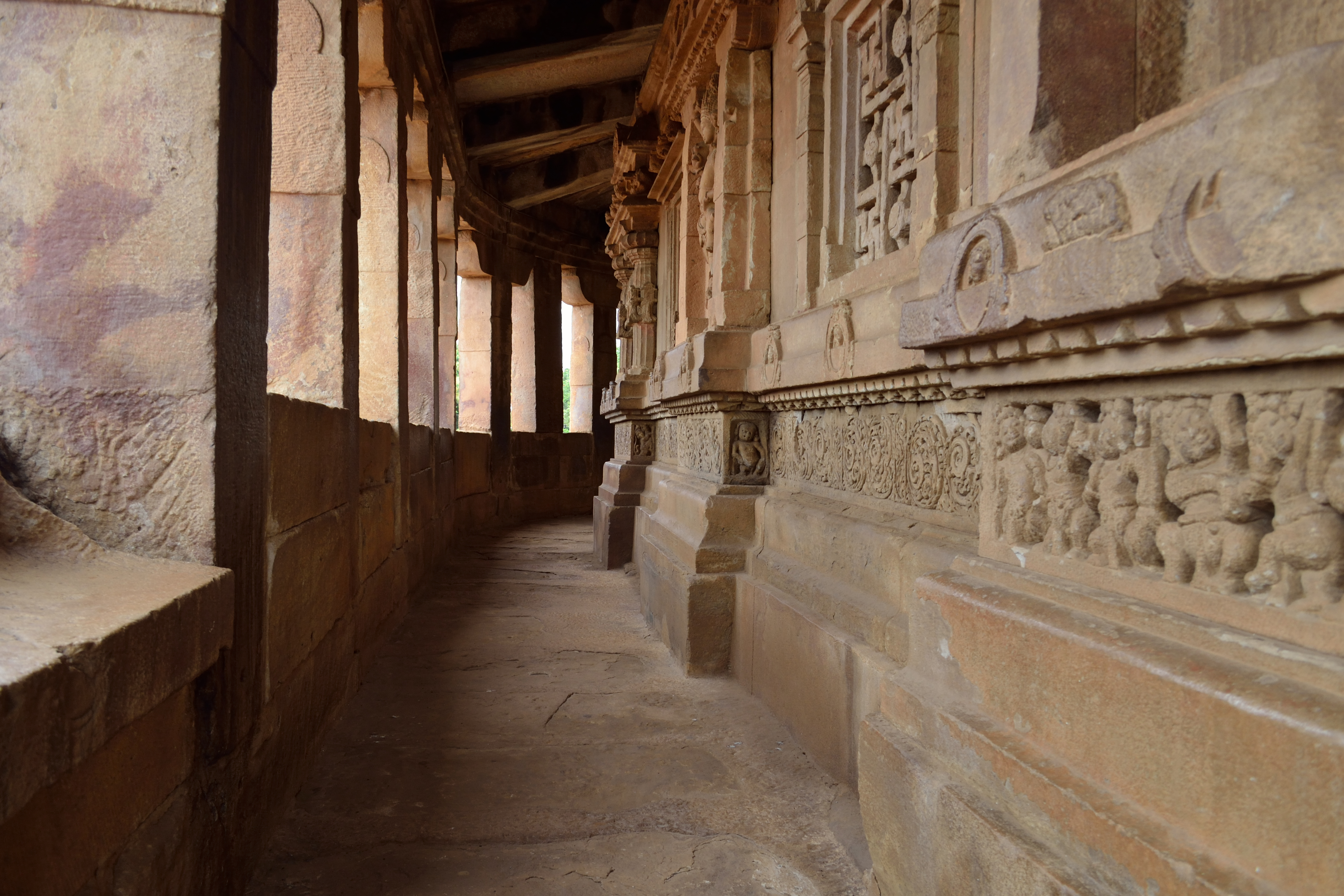
Intérieur du péristyle Est et face externe du mur du déambulatoire. C'est sur ce mur, dans des niches, que se trouvent les sculptures les mieux conservées, dont l'image de Durga
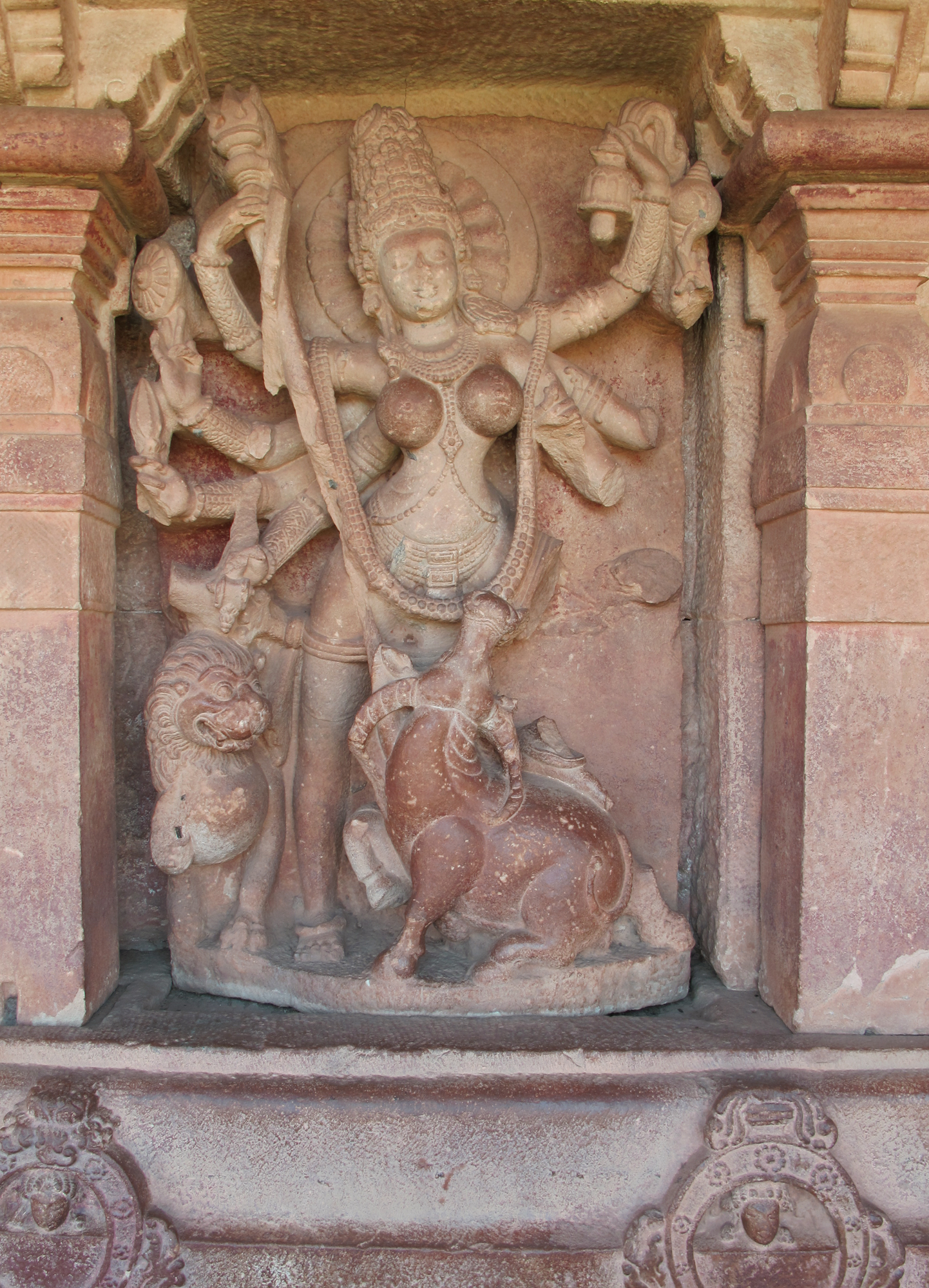
Durga Mahishamardini, à huit bras[5] niche centrale de la face Nord
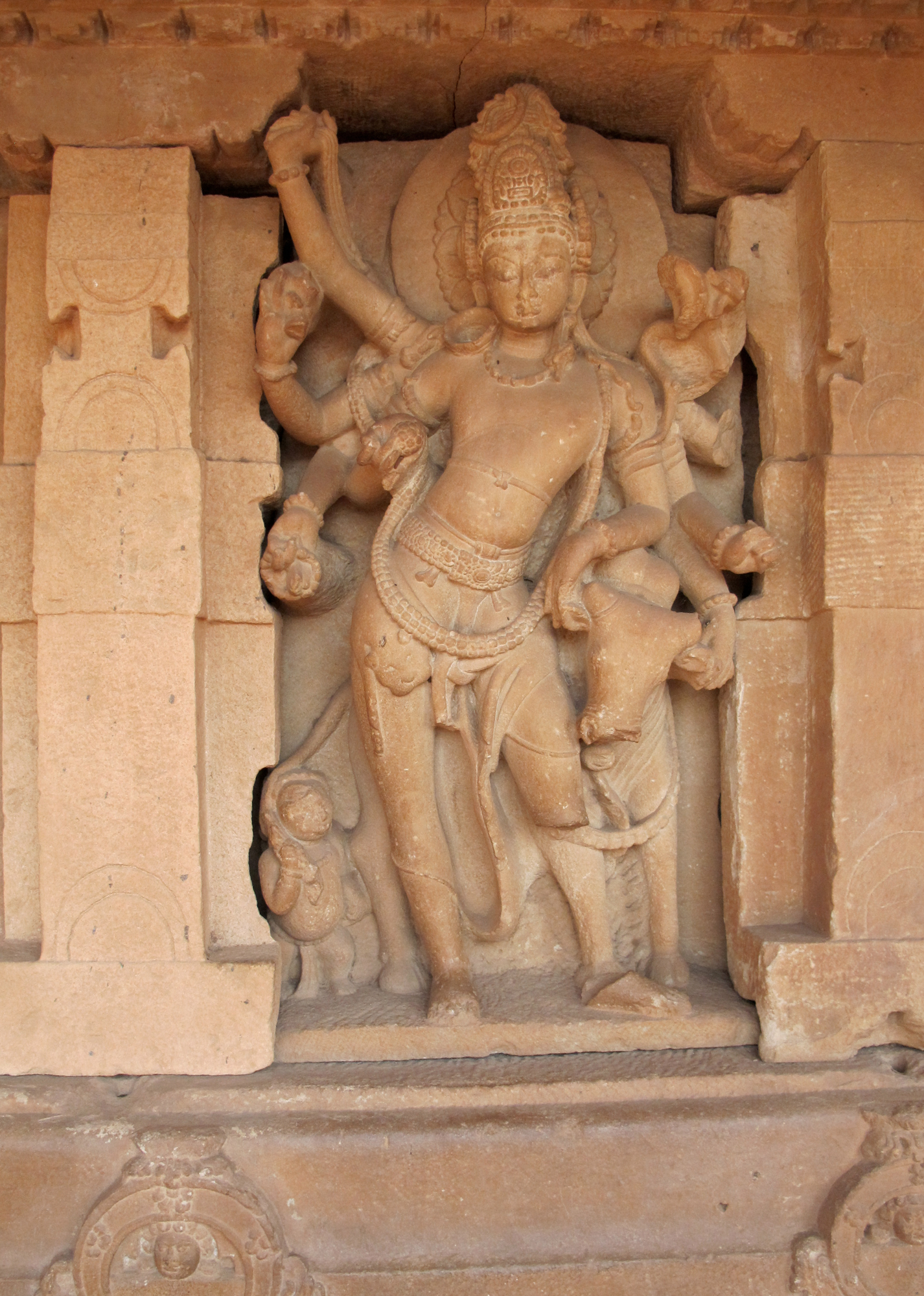
Shiva, niche centrale face Sud, face externe du mur entourant le déambulatoire. Cette position correspond symétriquement sur la face Sud à celle de Durga, sur la face Nord
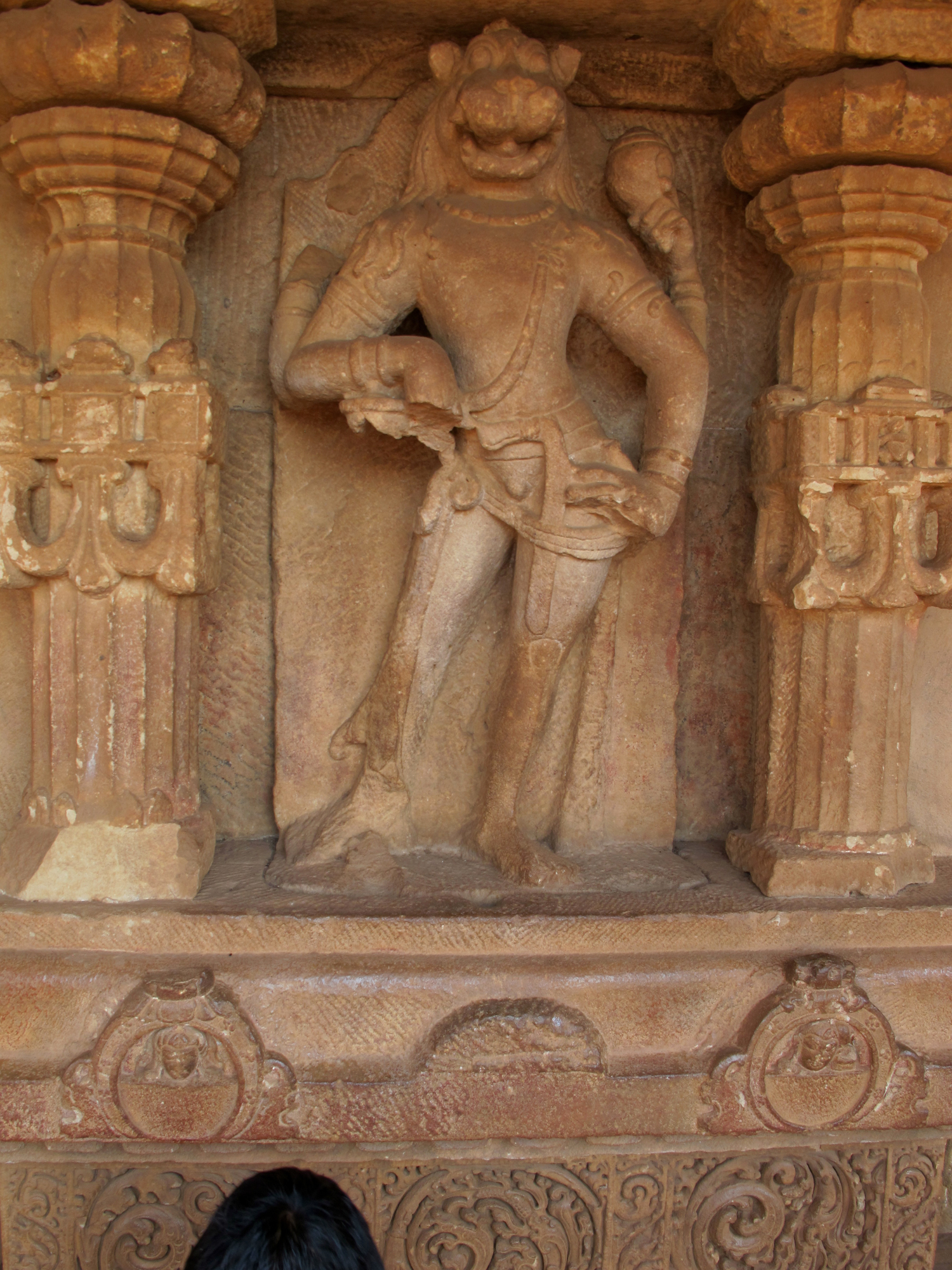
Narasimha, troisième niche face Sud en partant du porche, face externe du mur entourant le déambulatoire. Cette position correspond symétriquement sur la face Sud à celle de Varaha, sur la face Nord
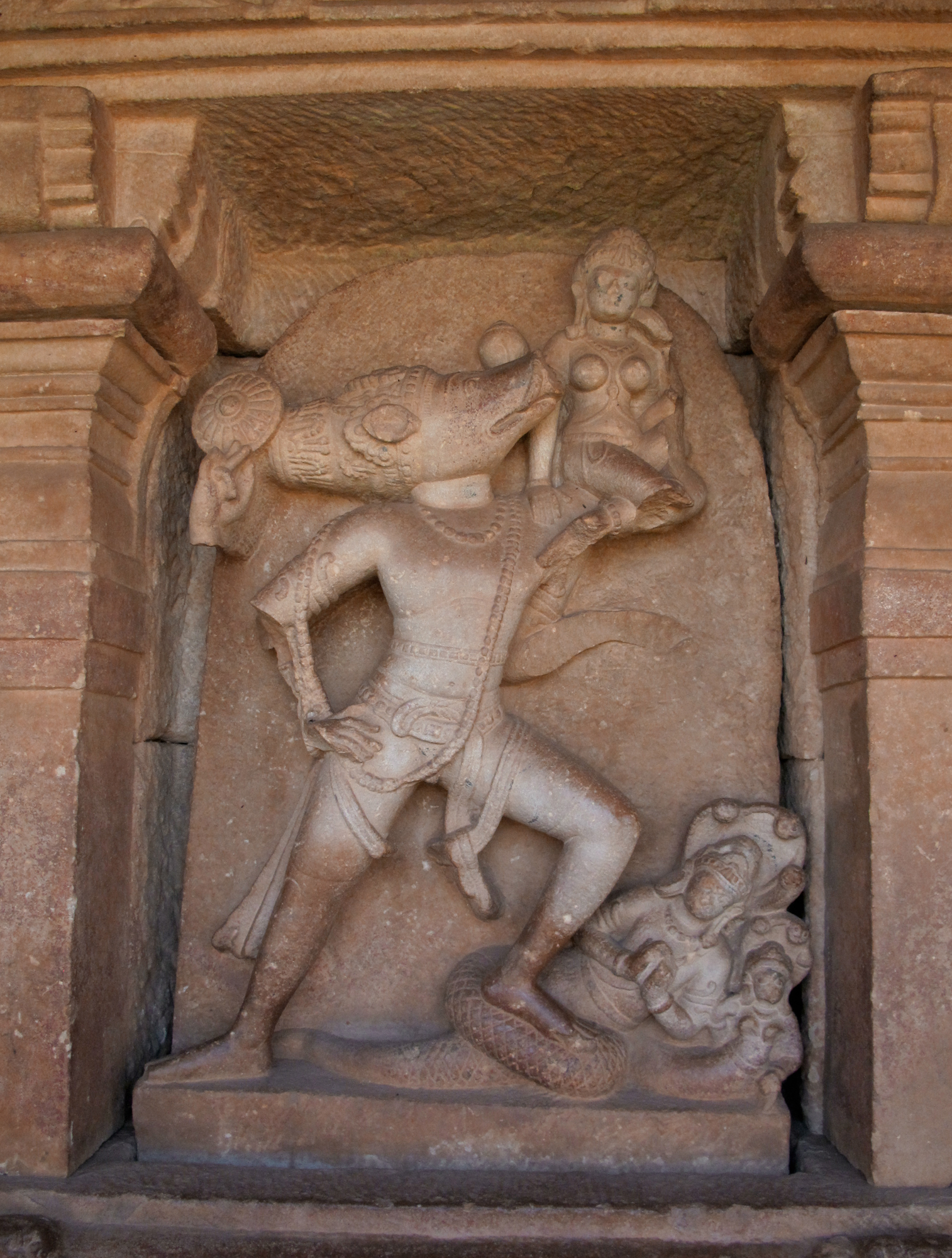
Varaha, troisième niche face Nord en partant du porche, face externe du mur entourant le déambulatoire
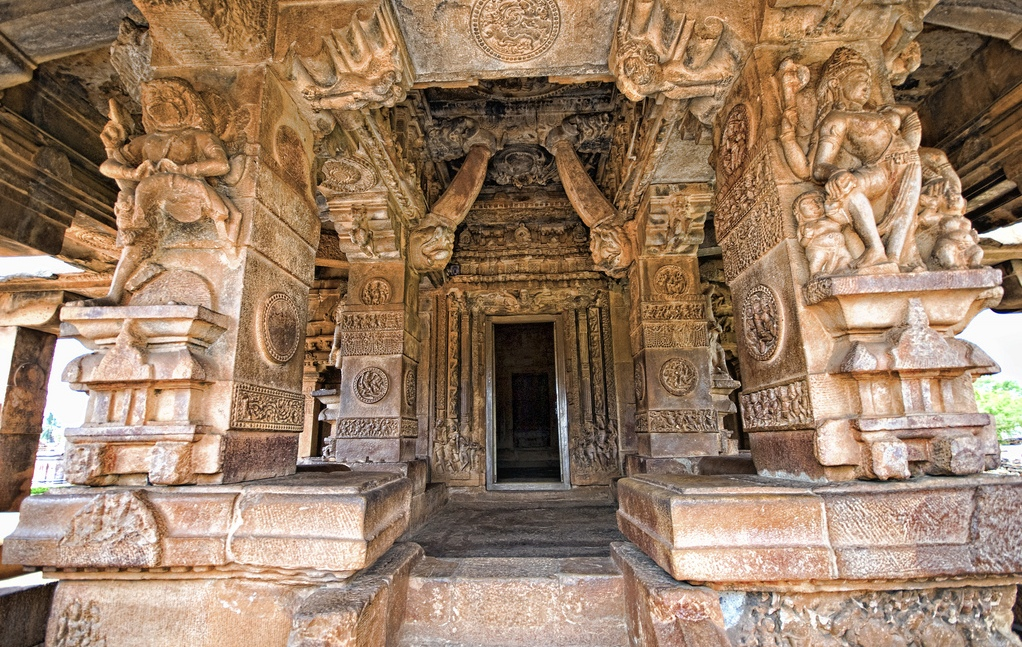
Le porche et son ensemble sculpté. Vue sur la porte du mandapa, et au-delà sur la porte du sanctuaire, garbha griha
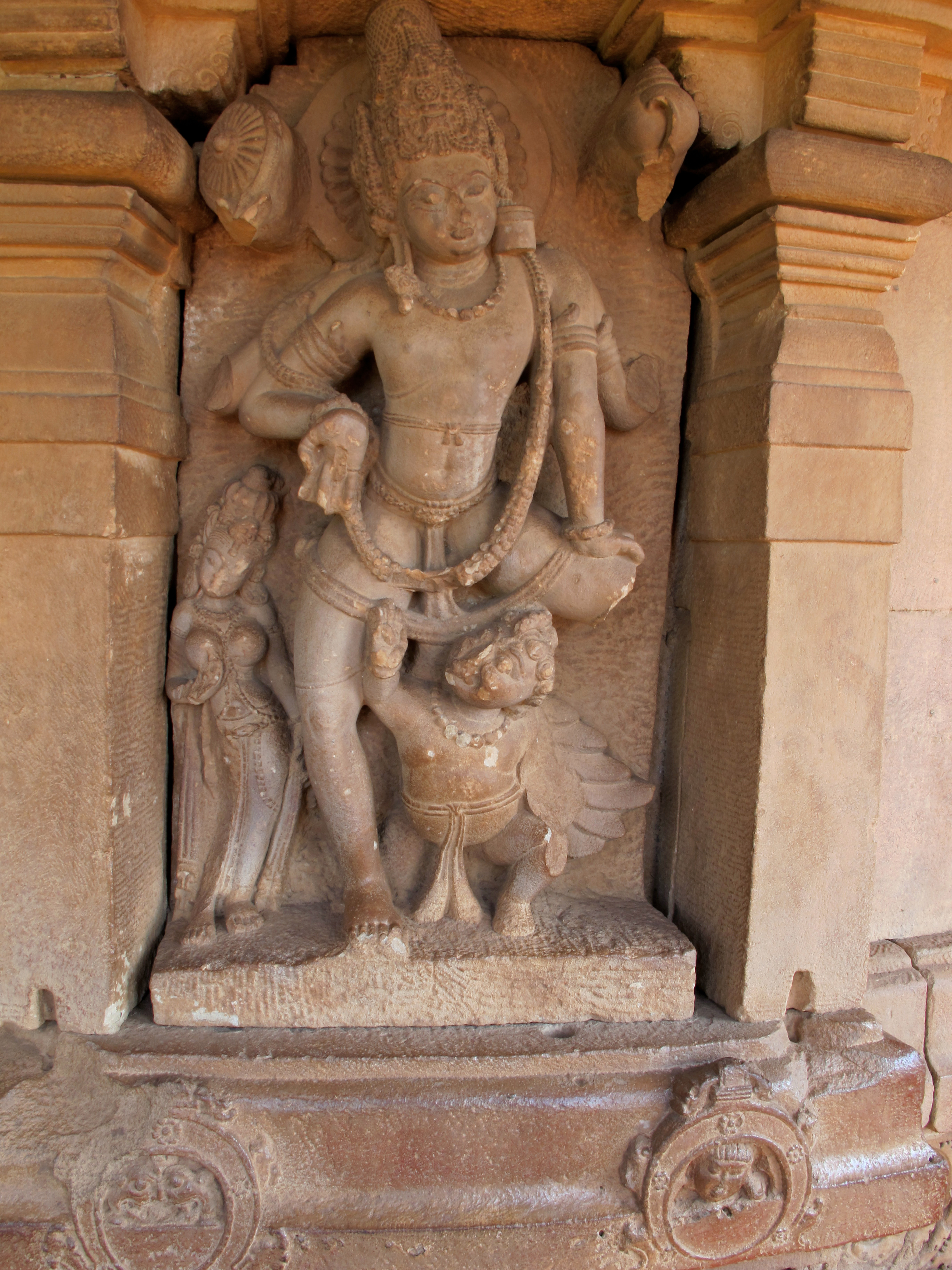
Vishnu, face externe du mur entourant le déambulatoire, dans la courbe du mur au Sud-Ouest. La niche correspondante en symétrie est actuellement vide

Une partie de la sculpture originelle a été conservée. L'image de culte a disparu dans le sanctuaire (ou cella). Le programme correspondant à l'ensemble des sculptures restantes permet de percevoir la volonté de créer un jeu de correspondances équilibrées. Ainsi sur les faces Sud et Nord on rencontre symétriquement Shiva et Durga, mais surtout les deux figures (murti) vishnouites de l'homme-lion, Narasimha, principe du feu, dieu terrible et dévorateur, et de l'homme-sanglier, Varaha lié à l'eau et à la création.
De nombreux indices permettent de faire le rapprochement avec les temples gupta tant par le programme, le style et l'iconographie, mais aussi par le type architectural.